# تپه کلاویل
تپه کلاویل مربوط به مس و سنگ - عصر آهن است و در شهرستان گیلانغرب، بخش گواور، دهستان گواور، ۶۰۰ متری شمال شرقی روستای درگه واقع شده و این اثر در تاریخ ۲۷ اسفند ۱۳۸۶ با شمارهٔ ثبت ۲۲۴۹۹ به‌عنوان یکی از آثار ملی ایران به ثبت رسیده است.